# Ascanio in Alba
Ascanio in Alba (česky Ascanio v Albě) je pastorální opera W. A. Mozarta z roku 1771 (KV 111). Libreto napsal Giuseppe Parini.
Poprvé byla uvedena v Miláně v Teatro Regilo Ducale 17. října 1771.
Opera má dvě dějství. Objednala si ji rakouská císařovna Marie Terezie k příležitosti svatby svého syna arcivévody Ferdinanda Karla s modenskou princeznou Marií Beatricí Estenskou.
Postavy opery mají také alegoricky symbolizovat právě arcivévodu Ferdinanda a princeznu Marii.

## Postavy
Venere (Venuše), soprán
Ascanio, mezzosoprán
Silvia, soprán
Aceste (Venušin kněz), tenor
Fauno (pastýr), soprán
sbor pastýřů a pastýřek